# Jáder Obrian
Jáder Rafael Obrian Arias, más conocido como "El Soldado Obrian" (María La Baja, Bolívar, Colombia, 18 de mayo de 1995), es un futbolista colombiano que juega como volante ofensivo y su equipo actual es el Austin FC de la Major League Soccer de USA.

## Clubes
| Club                                 | País           | Año           |
| ------------------------------------ | -------------- | ------------- |
| Universidad Autónoma del Caribe F.C. | Colombia       | 2015          |
| C.D. Tolima                          | Colombia       | 2016 - 2018   |
| Cúcuta D.F.C.                        | Colombia       | 2018          |
| Rionegro Águilas F. C.               | Colombia       | 2019-2020     |
| F. C. Dallas                         | Estados Unidos | 2021-2023     |
| Austin FC                            | Estados Unidos | 2024-presente |

## Estadísticas
| Club                        | Div.          | Temporada     | Liga  | Liga  | Copa Nacional | Copa Nacional | Copa Internacional | Copa Internacional | Total | Total |
| Club                        | Div.          | Temporada     | Part. | Goles | Part.         | Goles         | Part.              | Goles              | Part. | Goles |
| --------------------------- | ------------- | ------------- | ----- | ----- | ------------- | ------------- | ------------------ | ------------------ | ----- | ----- |
| Uniautónoma · Colombia      | 1.ª           | 2015          | 6     | 0     | 1             | 0             | Inexistentes       | Inexistentes       | 7     | 0     |
| Uniautónoma · Colombia      | Total club    | Total club    | 6     | 0     | 1             | 0             | 0                  | 0                  | 7     | 0     |
| Deportes Tolima · Colombia  | 1.ª           | 2016          | 13    | 0     | 6             | 0             | 2                  | 0                  | 21    | 0     |
| Deportes Tolima · Colombia  | 1.ª           | 2017          | 11    | 0     | 6             | 0             | 0                  | 0                  | 17    | 0     |
| Deportes Tolima · Colombia  | 1.ª           | 2018          | 5     | 0     | Inexistentes  | Inexistentes  | Inexistentes       | Inexistentes       | 5     | 0     |
| Deportes Tolima · Colombia  | Total club    | Total club    | 29    | 0     | 12            | 0             | 2                  | 0                  | 43    | 0     |
| Cúcuta Deportivo · Colombia | 2.ª           | 2018          | 10    | 3     | 4             | 0             | Inexistentes       | Inexistentes       | 14    | 3     |
| Cúcuta Deportivo · Colombia | Total club    | Total club    | 10    | 3     | 4             | 0             | 0                  | 0                  | 14    | 3     |
| Águilas Doradas · Colombia  | 1.ª           | 2019          | 39    | 11    | 2             | 0             | 4                  | 2                  | 45    | 13    |
| Águilas Doradas · Colombia  | 1.ª           | 2020          | 22    | 13    | 1             | 1             | Inexistentes       | Inexistentes       | 23    | 14    |
| Águilas Doradas · Colombia  | Total club    | Total club    | 61    | 24    | 3             | 1             | 4                  | 2                  | 68    | 27    |
| FC Dallas Estados Unidos    | 1.ª           | 2021          | 34    | 9     | Inexistentes  | Inexistentes  | Inexistentes       | Inexistentes       | 34    | 9     |
| FC Dallas Estados Unidos    | 1.ª           | 2022          | 32    | 2     | 2             | 1             | Inexistentes       | Inexistentes       | 7     | 0     |
| FC Dallas Estados Unidos    | 1.ª           | 2023          | 15    | 2     | 1             | 0             | Inexistentes       | Inexistentes       | 7     | 0     |
| FC Dallas Estados Unidos    | Total club    | Total club    | 81    | 13    | 4             | 1             | 0                  | 0                  | 85    | 14    |
| Total carrera               | Total carrera | Total carrera | 187   | 40    | 24            | 2             | 6                  | 2                  | 223   | 44    |